# 9 песен
«9 песен» (англ. 9 Songs) — британский эротический фильм 2004 года, снятый режиссёром Майклом Уинтерботтомом.
Главные роли в картине исполнили Киран О'Брайан и Марго Стилли.
Фильм демонстрировался на Каннском кинофестивале.

## Сюжет
Фильм рассказывает историю любовных и сексуальных отношений Мэтта, учёного, исследующего Антарктиду, и студентки Лизы. 
Они встретились на рок-концерте и их отношения продолжались некоторое время, пока Лиза не уехала к себе домой.

## История создания
Фильм снимался без сценария. Все диалоги — продукт актёрской импровизации и предложений режиссёра. Перед началом съёмок актёры Киран О’Брайан и Марго Стилли прошли короткий репетиционный период, во время которого им предстояло решить, готовы ли они продолжать съёмки. По иронии судьбы часть материала, отснятого в этот период, вошла в окончательную версию фильма.
Майкл Уинтерботтом хотел включить в картину фрагменты живых концертных выступлений, которые проходили в Лондоне в период с ноября 2003 года по февраль 2004 года. Согласно концертному графику в указанные сроки вписались только Primal Scream, Super Furry Animals, Elbow, The Von Bondies, Franz Ferdinand, Black Rebel Motorcycle Club, The Dandy Warhols и Майкл Найман, концерт которого был посвящён 60-летию композитора. Фильм «9 Песен» снят цифровой видеокамерой без использования дополнительного освещения. Во время концертов в зале находилось три оператора, снимавших в аналогичной манере. Это позволило съёмочной группе остаться незамеченной и зафиксировать подлинную атмосферу рок-выступления.

## В ролях
| Актёр                | Роль  |
| -------------------- | ----- |
| Киран О’Брайан       | Мэтт  |
| Марго Стилли         | Лиза  |
| Майкл Найман         | камео |
| Кортни Тэйлор-Тэйлор | камео |
| Александр Капранос   | камео |

## Критика
Дерек Малкольм в обзоре для газеты The Guardian похвалил фильм: «„9 песен“ выглядит, как порнофильм, но он ощущается, как история любви».
Radio Times наградили картину двумя звездами из пяти.
На сайте Rotten Tomatoes фильм имеет рейтинг 24 %, что основано на 97 рецензиях критиков, со средним баллом 4.4 из 10. Критический консенсус сайта гласит: «Неэротические сексуальные сцены быстро утомляют, а главным героям не хватает характера, который заставил бы зрителей сопереживать им».

## Факты
- Премьера в Англии — 11 марта 2005 года.
- Премьера в России — 24 марта 2005 года.
- Премьера в Америке — 22 июля 2005 года (ограниченный прокат).
- Фестивальные премьеры — Кэмбридж (16 июля 2004 года), Торонто (14 сентября 2004 года), Сан Себастьян (18 сентября 2004 года), Фландерс (6 октября 2004 года), Динард (октябрь 2004 года), Сандэнс (21 января 2005 года), Роттердам (28 января 2005 года), Дублин (12 февраля 2005 года), Гонконг (25 марта 2005 года).
- Марго Стилли не хотела, чтобы её имя появилось в титрах фильма, и просила режиссёра заменить её имя на имя её героини — Лизы.
- Это первый британский фильм с ярко выраженным сексуальным содержанием, получивший право считаться фильмом основного, не специализированного кинопотока.
- Это также первый фильм, балансирующий на грани порнографии, вышедший легально в кинотеатрах Ирландии;
- Фильм целиком снят цифровой видеокамерой.
- На съёмки картины съёмочной группе было дано 10 недель, однако фильм снимался в течение 5 месяцев.
- Киран О’Брайан и Марго Стилли не общались друг с другом во время съёмок фильма.
- Фильм запрещён к широкому показу в Белоруссии.

## Саундтрек
- «C’mon C’mon» (Live) — The Von Bondies.
- «Fallen Angel» (Live) — Elbow.
- «Jacqueline» (Live) — Franz Ferdinand.
- «Love Burns» (Live) — Black Rebel Motorcycle Club.
- «Movin' On Up» (Live) — Primal Scream.
- «Slow Life» (Live) — Super Furry Animals.
- «The Last High» (Live) — The Dandy Warhols.
- «Whatever Happened To My Rock and Roll» — Black Rebel Motorcycle Club.
- «Debbie» и «Nadia» — Майкл Найман.
- «Madan» (Exotic Disco Mix) — Salif Keita.
- «Michael» — Franz Ferdinand.
- «Sola» & «Platform» — Melissa Parmenter.
- «Horse Tears» — Goldfrapp.
- «I’ve Got Your Number» — Elbow.